# Mette Veronica Jensen
Mette Veronica Jensen (født i 1983 eller 1984 i Santiago, Chile) også kendt under navnet Veronica Jensen er en dansk sanger/sangskriver bedst kendt fra bandet Aycan.

## Karriere

### Aycan
Veronica Jensen var fra 2004 sanger/sangskriver i elektropop and dance-pop bandet Aycan, der dengang var en trio, men efter 2006 blev til en duo bestående af Peter Rank Schrøder og hende selv. Aycan opnåede i 2007 at blive nomineret til Danish DeeJay Awards (DDJA) i kategorien Årets Danske Artist. Sammen med Aycan gav Veronica Jensen over 500 live koncerter i hele Europa 2006 - 2012 og udgav i perioden singlerne Devil In Disguise (der opnåede en placering på det amerikanske Billboard), Divided, Seduced, Devotion og Lambada (en coverversion af Kaomos franske hit), der opnåede top 10 placeringer på dancecharts i Danmark, Norge, Sverige og Tyskland.

### Solokarriere
Veronica Jensen tegnede i 2010 kontrakt som solo artist med EMI Asia og flyttede til Shanghai, hvorefter hun turnerede i en årrække over hele Kina med Aycans første album. Hendes single Indestructible nåede i 2013 en placering som nummer ti på Billboards Dance-hitliste.
Veronica Jensen deltog i Dansk Melodi Grand Prix 2016 med nummeret The Wrong Kind og blev nummer 5. Hun udgav i 2019 sin fjerde solosingle It's my life fra det tyske pladeselskab blu art event GmBH.

### Anden beskæftigelse
Veronica Jensen har arbejdet som model i København og Shanghai og har desuden spillet med i film som Rich Kids, Princess og Forsvar (TV 2), udover diverse reklamefilm. 

## Privat
Mette Veronica Jensen er født i Santiago i Chile og adopteret til Danmark 5 måneder gammel af sine danske forældre. Hun er opvokset i Støvring og har boet i Shanghai, København, Los Angeles, London og Aalborg. 